# Вокзал Одинцово
Вокзал в Одинцово — Здание в стиле модерн, построенное Львом Кекушевым в 1898—1900 годах на одноименной станции Белорусского направления Московской железной дороги в селе Одинцово (в данный момент имеет статус города). Постройка является одной из старейших в городе.
Внешний вид вокзала был задуман так, чтобы со стороны напоминать паровоз.

## История
Село Одинцово в 19 веке было весьма популярным дачным местом. В окрестностях его располагалась Императорская усадьба «Ильинское-Усово», приобретённая Императором Александром II в 1864—1866 годы.

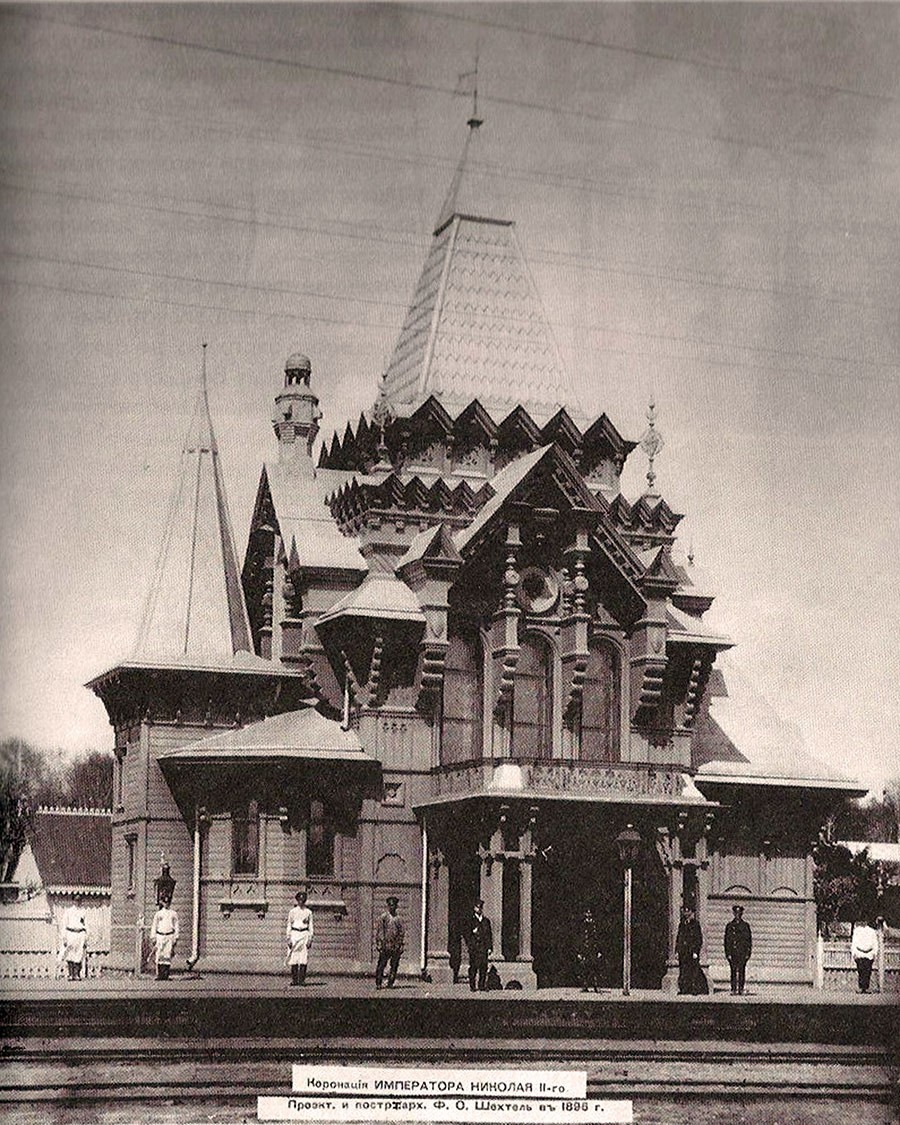
Царский павильон в Одинцово

В 1896 году на местной станции появился особый царский павильон архитектора Фёдора Шехтеля. Павильон был стилизован под русский стиль: деревянный, украшенный башнями и флюгерами, он напоминал теремную архитектуру. Венчал постройку массивный пирамидальный шатёр. Появилось это сооружение по случаю поездки императорской семьи в Ильинское после коронации Николая II.
Через два года павильон сгорел.

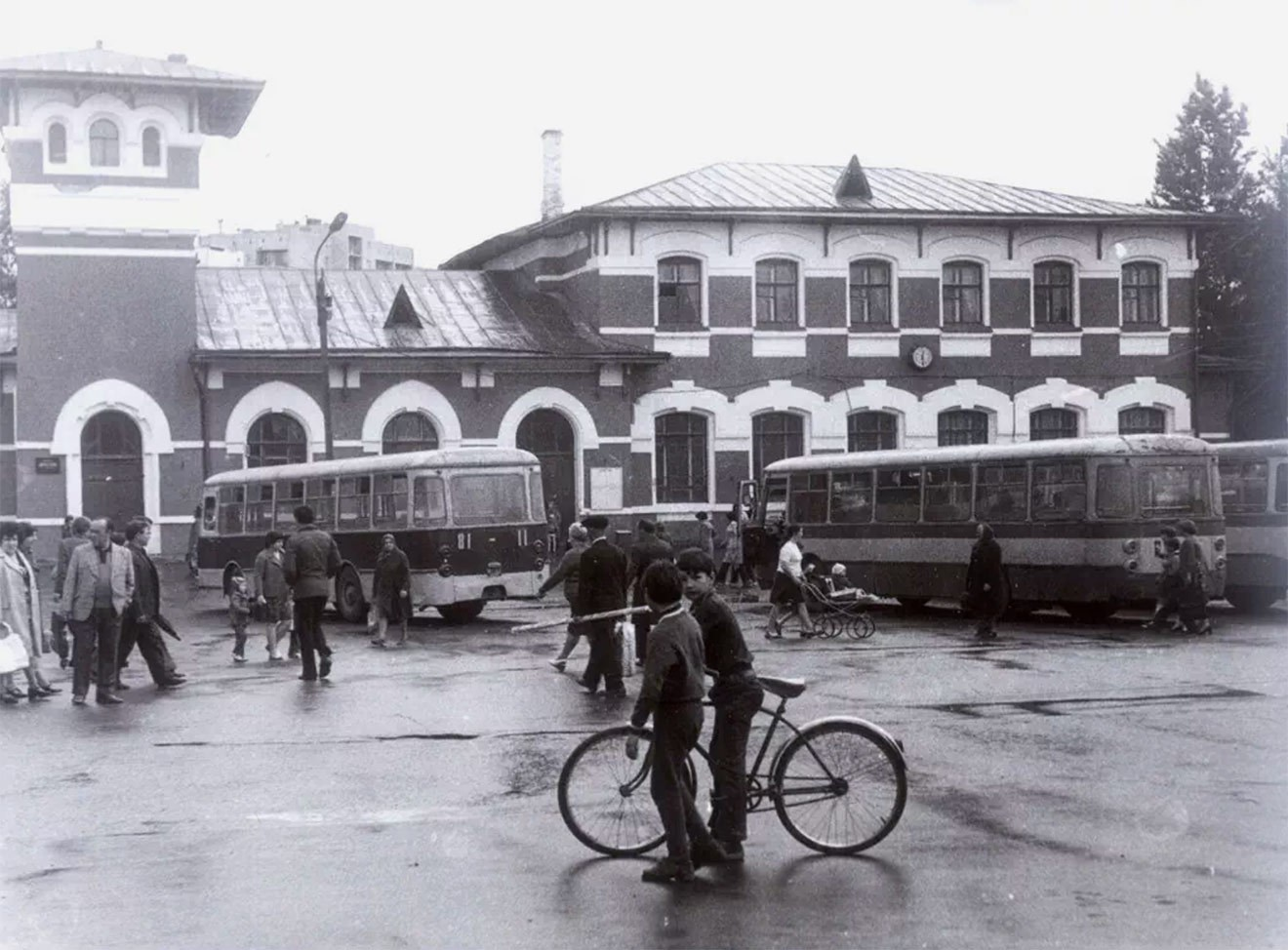
Одинцовский вокзал в 1970-х

На его месте было построено здание из местного кирпича — в Одинцово был кирпичный завод. Архитектором в этот раз выступил Лев Кекушев, в тот период часто создававший проекты для железной дороги: станция Сергиево (не сохранилась), станция Мытищи Московско-Ярославской железной дороги, комплекс построек Вологодско-Архангельской железной дороги, восточное крыло Ярославского вокзала и прочие. Новое здание Одинцовского вокзала (сохранившееся до наших дней) очертаниями напоминает паровоз с дымовой трубой.
Основной объём здания имеет два этажа. Он чуть ниже башни, с которой соединён одноэтажной галереей. В здании вокзала имелись залы ожидания для пассажиров 1 и 2 класса, буфеты, отделения службы движения и багажное помещение.
В разные периоды здание вокзала было окрашено в разные цвета. На 2023 год стены постройки имеют мятный цвет, декоративные элементы, обрамляющие окна — белый.

## Эксплуатация
Сейчас в здании вокзала располагаются магазины и ларьки. Обслуживание пассажиров и турникеты находятся в двух соседних зданиях — павильонах станции «Одинцово», расположенных по краям платформы.